# 弗拉基米尔·帕夫洛维奇·伊萨科夫
弗拉基米尔·帕夫洛维奇·伊萨科夫（羅馬化：Vladimir Pavlovich Isakov；1987年2月25日—）是俄罗斯政治人物，第八届国家杜马议员。
2007年，伊萨科夫加入俄罗斯共产主义青年团，2008年成为俄罗斯联邦共产党党员。2009年，他参与了俄罗斯联邦共产党中央委员会与青年政治相关的多个项目。2012年至2014年，他在库尔基诺担任众议院代表。2014年9月14日当选第五届图拉市杜马议员。2019年，他再次当选第六届图拉市杜马议员。2021年9月起担任第八届国家杜马代表。

## 制裁
伊萨科夫于2022年因俄乌战争而受到英国政府制裁。